# Lynnt Audoor
Lynnt Audoor (Merelbeke, 13 oktober 2003) is een Belgisch voetballer die onder contract ligt bij Club Brugge. In het seizoen 2023-2024 speelt hij op uitleenbasis voor KV Kortrijk.

## Carrière
Audoor is een jeugdproduct van Club Brugge. In 2009 sloot hij zich samen met zijn tweelingbroer Sem aan bij de jeugd van Club Brugge. De centrale middenvelder, die ook als centrale verdediger kan uitgespeeld worden, doorliep alle jeugdreeksen bij Club Brugge.
Op 20 september 2020 maakte Audoor zijn profdebuut in het shirt van Club NXT, het beloftenelftal van Club Brugge dat in het seizoen 2020/21 debuteerde in Eerste klasse B: tegen Lierse Kempenzonen mocht hij in de 78e minuut invallen voor Xander Blomme. Audoor, die bij Club NXT het nummer 21 kreeg toegewezen, speelde dat seizoen uiteindelijk 17 van de 28 competitiewedstrijden in Eerste klasse B.
In februari 2022 kreeg hij, net als Cisse Sandra, een profcontract bij Club Brugge. Later dat jaar, op 17 juli 2022 maakte hij zijn officiël debuut in het eerste elftal van de club: tijdens de Belgische Supercup 2022, die Club Brugge met 1-0 won van KAA Gent, liet trainer Carl Hoefkens hem in de 66e minuut invallen voor Noah Mbamba. Op 14 augustus 2022 debuteerde hij in de Jupiler Pro League: op de vierde competitiespeeldag liet Hoefkens hem in de 0-3-zege tegen OH Leuven in de 73e minuut invallen voor Casper Nielsen. Ook in de daaropvolgende competitiewedstrijden tegen KV Kortrijk, Sporting Charleroi, Cercle Brugge en RFC Seraing, die Club Brugge allemaal won, mocht hij invallen. Op 26 oktober 2022 volgde dan weer zijn Europees debuut: in de Champions League-groepswedstrijd tegen FC Porto (0-4-verlies) mocht hij in de 80e minuut invallen voor Casper Nielsen.

## Clubstatistieken
| Seizoen | Club          | Land            | Competitie      | Competitie | Competitie | Beker | Beker | Europees | Europees | Supercup | Supercup | Totaal | Totaal |
| Seizoen | Club          | Land            | Competitie      | Wed.       | Dlp.       | Wed.  | Dlp.  | Wed.     | Dlp.     | Wed.     | Dlp.     | Wed.   | Dlp.   |
| ------- | ------------- | --------------- | --------------- | ---------- | ---------- | ----- | ----- | -------- | -------- | -------- | -------- | ------ | ------ |
| 2020/21 | Club NXT      | Vlag van België | Eerste klasse B | 17         | 0          | 0     | 0     | —        | —        | —        | —        | 17     | 0      |
| 2022/23 | Club NXT      | Vlag van België | Eerste klasse B | 7          | 1          | 0     | 0     | —        | —        | —        | —        | 7      | 1      |
| 2022/23 | Club Brugge   | Vlag van België | Eerste klasse A | 6          | 0          | 1     | 0     | 1        | 0        | 1        | 0        | 9      | 0      |
| 2023/24 | → KV Kortrijk | Vlag van België | Eerste klasse A | 5          | 0          | 0     | 0     | —        | —        | —        | —        | 5      | 0      |
| Totaal  | Totaal        | Totaal          | Totaal          | 36         | 1          | 1     | 0     | 1        | 0        | 1        | 0        | 38     | 1      |

## Privé
- Zijn tweelingbroer Sem Audoor genoot eveneens zijn jeugdopleiding bij Club Brugge. In het seizoen 2022/23 debuteerde hij met Club NXT in Eerste klasse B.
- Ook zijn vader Yves Audoor speelde in het verleden bij Club Brugge. Na zijn passage in het Jan Breydelstadion speelde hij nog voor Beerschot VAC en SK Deinze.